# Keshcarrigan
Keshcarrigan is een plaats in het Ierse graafschap County Leitrim.